# 아미노메탄올
아미노메탄올(영어: aminomethanol)은 화학식이 H2NCH2OH인 아미노알코올이다. 메탄올아민(영어: methanolamine)이라고도 한다. 동일한 탄소 원자에 아미노기와 하이드록실기를 가지고 있는 이 화합물은 또한 헤미아미날이다.
수용액에서 아미노메탄올은 폼알데하이드 및 암모니아와 평형 상태로 존재한다. 이는 헥사메틸렌테트라민으로 가는 도중의 중간생성물이다. 반응은 기체상 및 용액에서 수행될 수 있다.
|  |

## 같이 보기
- 아미노알코올
- 헤미아미날